# Джон Стенніс
Джон Корнеліус Стенніс (англ. John Cornelius Stennis; нар. 3 серпня 1901, округ Кемпер, Міссісіпі — пом. 23 квітня 1995, Джексон, Міссісіпі) — американський політик з Демократичної партії. Він представляв штат Міссісіпі у Сенаті США з 1947 по 1989 роки. Він був головою Комітету Сенату з питань збройних сил з 1969 по 1981 роки, виконував обов'язки президента Сенату з 1987 по 1989.
У 1923 році закінчив Коледж штату Міссісіпі (нині Університет штату Міссісіпі). Він отримав диплом юриста у 1928 році в Університеті Вірджинії. Він одружився у 1929 році.
Стенніс був важко поранений після того, як грабіжники у Вашингтоні у 1973 році влучили двома кулями. Його ліву ногу ампутували 1984 року через рак.
Був методистом.